# Tartaul de Salcie
Tartaul de Salcie è un comune della Moldavia situato nel distretto di Cahul di 862 abitanti al censimento del 2004.